# Josep Maria Brull i Pagès
Josep Maria Brull i Pagès (Ascó, 15 d'abril de 1907 - Ripollet, 9 d'agost de 1995) va ser un escultor, ceramista i mestre català.

## Biografia
Va néixer a Ascó l'any 1907, però va residir a Tivissa, on el seu pare exercia de mestre. Es llicencià en magisteri a Tarragona. L'any 1927 arriba a Ripollet, ja que obtingué una plaça de mestre, i entra amb contacte amb els cercles culturals de la ciutat de Sabadell, fet que inicia el seu camí com a artista. Brull consolida el seu aprenentatge artístic entre la Escola de la Llotja i l'Escola Industrial i d'Arts i Oficis de Sabadell, on té com a mestre Antoni Vila Arrufat.
El 1940 la passió per ampliar el seu camí artístic el porta fins a Olot, punt de trobada de molts artistes del moment, on experimenta amb noves tècniques i materials. Fou deixeble de Bosch Roger, Xavier Nogués i Manuel Humbert. Però la Guerra civil espanyola i la victòria dels 'nacionals' marquen el canvi més significatiu de la seva vida. Josep Maria Brull és acusat de catalanista i separatista, i desposseït del títol de magisteri, per la publicació d'uns escrits en català a la revista Germanor. És per això que el 1940 el matrimoni Brull Braut ha de construir de nou tot allò que havia aconseguit després de molts anys i decideix instal·lar-se definitivament a Ripollet. Hi obren una escola privada on Encarnació Braut, la seva muller i reconeguda pintora ripolletenca, imparteix classes. L'escola va restar oberta fins als anys setanta.
L'any 1942 participà en dues exposicions col·lectives a l'Acadèmia de Belles Arts de Sabadell i el 1943 hi celebrà la seva primera exposició individual. El 1944 va començar a donar classes de modelatge i ceràmica a l'Escola Industrial i d'Arts i Oficis de Sabadell, on va exercir durant més de 30 anys, i seguí participant en les exposicions de la ciutat a l'Acadèmia de Belles Arts (1944, 1946, 1948, 1949, 1950 i 1958) i al Cercle Sabadellès (1946). El 1950 presentava de nou la seva obra a l'Acadèmia de Belles Arts. Igualment, entre 1953 i 1959 va prendre part en les diferents edicions del Saló Biennal de Belles Arts que s'exposava a la Caixa d'Estalvis de Sabadell. Consta entre els participants de l'Exposició Nacional de Belles Arts que es va fer a Barcelona l'any 1960, en la qual va presentar l'escultura Atlota en granit rosa.
Les seves obres representen sovint escenes costumistes i del treball rural i les maternitats. La Ribera d'Ebre, la seva comarca natal, té un reconeixement al seu patrimoni escultòric.
Va participar en diverses exposicions i va guanyar nombrosos premis de gran renom. També va destacar com a escultor pessebrista i en els mosaics romans.
Josep Maria Brull i Pagès va morir a Ripollet el 9 d'agost de 1995 a l'edat de 88 anys.
El 18 d'abril de 2008 el ple municipal de Ripollet va aprovar l'himne oficial Cant a Ripollet, amb lletra de Josep Maria Brull i música d'Antoni Oliva i Oliva. Així, Ripollet esdevé el primer municipi de Catalunya amb himne oficial.
Es conserva obra de Josep M. Brull al Museu d'Història de Sabadell, al Museu d'Art de Sabadell, al Museu d'Art Modern de Tarragona, a la Vil·la Casals-Museu Pau Casals del Vendrell, al Museu de Montserrat i al Museu d'Història de la Ciutat de Girona.